# Afrobalta testacea
Afrobalta testacea är en kackerlacksart som först beskrevs av Robert Walter Campbell Shelford 1910.  Afrobalta testacea ingår i släktet Afrobalta och familjen småkackerlackor. Inga underarter finns listade i Catalogue of Life.